# Johan Cavalli
Johan Cavalli (ur. 12 września 1981 w Ajaccio) – francuski piłkarz, występujący na pozycji pomocnika. Obecnie jest zawodnikiem AC Ajaccio.

## Kariera klubowa
Jego pierwszym profesjonalnym klubem było FC Lorient. Debiut w Ligue 1 w barwach tego klubu zaliczył 2 lutego 2002, w przegranym 1-2 pojedynku z Girondins Bordeaux. Łącznie rozegrał w tamtym sezonie trzy spotkania. Z zespołem zajął także ostatnie miejsce w lidze i spadł do Ligue 2. Na zapleczu ekstraklasy częściej grywał w wyjściowej jedenastce, przez cały sezon zaliczając osiemnaście spotkań.
Na początku kolejnego sezonu przeszedł do US Créteil-Lusitanos. Szybko przebił się tam do pierwszej jedenastki, stając się podstawowym zawodnikiem składu tego zespołu. Łącznie zagrał tam 44 razy i strzelił 10 goli.
Zimą 2005 zdecydował się na odejście do hiszpańskiego pierwszoligowca - Realu Mallorca. Nie zdołał się tam jednak przebić, nawet na ławkę rezerwowych. Po pół roku spędzonym w Hiszpanii, powrócił do ojczyzny, a konkretnie do FC Istres, występującego w Ligue 2. Regularnie grał tam w pierwszej drużynie, ale w 2007 roku postanowił odejść ze znajdującego się w strefie spadkowej Istres.
Wybrał ofertę angielskiego Watfordu, w którego barwach zadebiutował 10 lutego 2007 w wygranym 1-0 spotkaniu przeciwko West Hamowi. Na koniec sezonu jego drużyna zajęła dwudziestą pozycję w Premier League i została relegowana do drugiej ligi. 20 sierpnia 2007 za porozumieniem stron rozwiązał umowę z Watfordem.
18 października 2007 podpisał dwuletni kontrakt z belgijskim RAEC Mons. Niewiele występował tam w pierwszym składzie, zaliczając dziesięć spotkań w barwach tego klubu.
Od lata 2008 jest zawodnikiem Nîmes Olympique.
| Sezon   | Klub                 | Kraj      | Rozgrywki      | Mecze | Bramki | Rozgrywki Europy | Mecze | Bramki |
| ------- | -------------------- | --------- | -------------- | ----- | ------ | ---------------- | ----- | ------ |
| 2001/02 | FC Lorient           | Francja   | Division 1     | 3     | 0      | -                | -     | -      |
| 2002/03 | FC Lorient           | Francja   | Ligue 2        | 18    | 0      | -                | -     | -      |
| 2003/04 | FC Lorient           | Francja   | Ligue 2        | 1     | 0      |                  |       |        |
| 2003/04 | US Créteil-Lusitanos | Francja   | Ligue 2        | 30    | 5      | -                | -     | -      |
| 2004/05 | US Créteil-Lusitanos | Francja   | Ligue 2        | 14    | 5      | -                | -     | -      |
| 2004/05 | Real Mallorca        | Hiszpania | Liga BBVA      | 0     | 0      | -                | -     | -      |
| 2005/06 | FC Istres            | Francja   | Ligue 2        | 35    | 1      | -                | -     | -      |
| 2006/07 | FC Istres            | Francja   | Ligue 2        | 16    | 1      | -                | -     | -      |
| 2006/07 | Watford F.C.         | Anglia    | Premier League | 3     | 0      | -                | -     | -      |
| 2007/08 | RAEC Mons            | Belgia    | Jupiler League | 10    | 0      | -                | -     | -      |
| 2008/09 | Nîmes Olympique      | Francja   | Ligue 2        | 10    | 0      | -                | -     | -      |
| 2009/10 | Nîmes Olympique      | Francja   | Ligue 2        | 29    | 0      | -                | -     | -      |
| 2010/11 | Nîmes Olympique      | Francja   | Ligue 2        | 12    | 1      | -                | -     | -      |
| 2010/11 | AC Ajaccio           | Francja   | Ligue 2        | 18    | 0      | -                | -     | -      |
| 2011/12 | AC Ajaccio           | Francja   | Ligue 1        | 31    | 4      | -                | -     | -      |
| 2012/13 | AC Ajaccio           | Francja   | Ligue 1        | 32    | 2      | -                | -     | -      |
| 2013/14 | AC Ajaccio           | Francja   | Ligue 1        | 0     | 0      | -                | -     | -      |

Stan na: 28 maja 2013 r.